# Ira Pettiford
Ira Pettiford (* um 1916; † 1982) war ein US-amerikanischer Jazzmusiker (Trompete, Kontrabass, auch Gitarre und Gesang).

## Leben und Wirken
Ira Pettiford war der ältere Bruder des Jazzbassisten Oscar Pettiford und war ab den 1940er-Jahren sowohl als Sänger als auch als Trompeter in der Musikszene der Twin Cities aktiv. 1946 war er in Kalifornien Trompeter im Orchester von Benny Carter, mit dem erste Aufnahmen entstanden. 1952 arbeitete er (auch als Kontrabassist) in Chicago mit Leo Parker („Leo’s Boogie“). Im Bereich des Jazz war er zwischen 1946 und 1952 an 11 Aufnahmesessions beteiligt. In seinen späteren Jahren war er vorwiegend in der Region der Twin Cities aktiv.